# Daihatsu Feroza
La Daihatsu Feroza è un fuoristrada costruito dalla Daihatsu tra il 1989 e il 1998.
È conosciuta come Daihatsu Rocky negli USA e in Giappone, come Daihatsu Sportrak in Gran Bretagna e Daihatsu Feroza in altre parti d'Europa e Australia. Nel 1998 è stata sostituita dalla Terios.

## Prima serie (1989-1993)
La prima serie fu venduta tra il 1989 e il 1993. Era disponibile con carrozzeria 3 porte soft top o hard top. Ne fu commercializzata anche una versione con trazione integrale permanente ma senza riduttore, per evitare la sovratassa erariale dei primi anni novanta sui veicoli dotati di riduttore. 

## Seconda serie (1993-1998)
La seconda serie fu prodotta dal 1993 al 1998 con poche modifiche, tra cui la mascherina.

## Modelli derivati
Nel 1992 la Bertone ne costruì una variante chiamata Bertone Freeclimber 2.